# Alyxia thailandica
Alyxia thailandica är en oleanderväxtart som beskrevs av D.J. Middleton. Alyxia thailandica ingår i släktet Alyxia och familjen oleanderväxter. Inga underarter finns listade i Catalogue of Life.